# Мостове (Новомар'ївська сільська громада)
Мостове́ (колишня назва — Бенардосівка) — село в Україні, у Новомар'ївській сільській громаді Вознесенського району Миколаївської області. Населення становить 193 осіб. Колишній орган місцевого самоврядування — Ганнівська сільська рада.

## Історія
Під час організованого радянською владою Голодомору 1932—1933 років померло щонайменше 47 жителів села.

## Населення
Згідно з переписом УРСР 1989 року чисельність наявного населення села становила 207 осіб, з яких 87 чоловіків та 120 жінок.
За переписом населення України 2001 року в селі мешкали 193 особи.

### Мова
Розподіл населення за рідною мовою за даними перепису 2001 року:
| Мова       | Відсоток |
| ---------- | -------- |
| українська | 70,47 %  |
| молдовська | 20,21 %  |
| вірменська | 7,25 %   |
| російська  | 2,07 %   |

## Особистості
Одним із найвідоміших уродженців села є Микола Бенардос — український винахідник, творець дугового електрозварювання.